# Willem van Montfort
Willem van Montfort (overleden: 27 augustus, 1101) was bisschop van Parijs tussen 1095 en 1101.

## Biografie
Willem van Montfort was een zoon van Simon I van Montfort en zijn vrouw Isabella van Broyes. Voordat hij tot bisschop van Parijs werd benoemd was hij bisschop van Yves. Bij het Concilie van Clermont excommuniceerde paus Urbanus II koning Filips I van Frankrijk en zijn vrouw Bertrada van Montfort, Willems zus. Tijdens dit concilie was hij een groot aanhanger van de paus. Na de dood van Godfried van Boulogne werd hij benoemd tot bisschop van Parijs.
Vanwege zijn nauwe banden met het Franse koningshuis duurde het een jaar voordat de paus zijn benoeming goedkeurde. Willem van Montfort nam later ook deel aan de Eerste Kruistocht, maar hij stierf tijdens een gevecht op 27 augustus 1101.